# Sebastian Buczek
Sebastian Bolesław Buczek (ur. 7 lutego 1974 w Wałbrzychu) – polski ekonomista, doktor habilitowany nauk ekonomicznych.

## Życiorys
Od urodzenia mieszkał w Jedlinie-Zdroju, gdzie skończył szkołę podstawową, a naukę kontynuował w II Liceum Ogólnokształcącym w Wałbrzychu. Po maturze (1993) studiował w Szkole Głównej Handlowej w Warszawie na kierunku finanse i bankowość. W roku 2000 obronił pracę doktorską w Kolegium Nauk o Przedsiębiorstwie. Profesor uczelni Szkoły Głównej Handlowej w Warszawie. Obecnie prezes Quercus TFI.

## Nagrody i wyróżnienia
- Honorowy Obywatel Jedliny-Zdroju[2]